# Johnstonov atol
Johnstonov atol (angleško 'Johnston Atoll') je 130 km² velik atol v severnem Tihem oceanu, ki leži na  16°45′N, 169°30′W, približno na tretjini poti od Havajev do Marshallovih otokov.
Sam atol sestoji iz štirih otokov, od tega sta dva naravna, dva pa sta bila ustvarjena umetno.
Johnstonov atol je nevključeni in neorganizirani teritorij ZDA.